# Hardella thurjii
Hardella thurjii är en sköldpaddsart som beskrevs av den brittiske zoologen John Edward Gray 1831. Hardella thurjii är ensam i släktet Hardella som ingår i familjen Geoemydidae. IUCN kategoriserar arten globalt som sårbar.
Arten förekommer i södra Asien från Pakistan och Nepal över Indien till Bangladesh.

## Underarter
Arten delas in i följande underarter:
- H. t. thurjii
- H. t. indi